# Ostatnie wakacje
Ostatnie wakacje (ang. Last Holiday) – amerykański film z 2006 roku w reżyserii Wayne’a Wanga. Remake brytyjskiej komedii pod tym samym tytułem z 1950 roku.

## Obsada
- Queen Latifah – Georgia Byrd
- LL Cool J – Sean Williams
- Timothy Hutton – Matthew Kragen
- Giancarlo Esposito – senator Dillings
- Alicia Witt – pani Burns
- Gérard Depardieu – Chef Didier
- Jane Adams – Rochelle
- Michael Estime – Marlon
- Susan Kellerman – Gunther
- Jascha Washington – Darius
- Matt Ross – Adamian
- Ranjit Chowdhry – dr Gupta
- Michael Nouri – kongresmen Bob
- Jacqueline Fleming – Tanya
- Camille Hunt – sprzedawczyni
- Lucie Vondrackova – Marie
- David O’Kelly – szef restauracji
- Jan Unger - Kierowca limuziny
- Kendall Mosby - Anton
- Chloe Bailey - Angie Byrd
- Lana Likic - Sprzedawczyni

i inni. 